# كينغستون (أستراليا)
كينغستون هي بلدة، في أستراليا، تقع في ولاية فيكتوريا، بلغ عدد سكانها 177  نسمة وذلك حسب إحصائيات سنة 2016، رمزها البريدي هو 3364.

## أعلام
- بيرت روبنسون
- والتر جونستون
- ويليام روي هودسون